# Vallfogona de Ripollès
Vallfogona de Ripollès – gmina w Hiszpanii, w prowincji Girona, w Katalonii, o powierzchni 38,78 km². W 2011 roku gmina liczyła 223 mieszkańców.